# José Pierre Vunguidica
José Pierre „Joe“ Vunguidica (* 3. Januar 1990 in Luanda) ist ein angolanisch-deutscher Fußballspieler.

## Karriere

### Verein
José Pierre Vunguidica kam im Alter von zwei Jahren mit seinen Eltern als Flüchtling nach Deutschland, wo sich die Familie in Neuwied niederließ. In dem Stadtteilclub VfL Oberbieber begann er mit dem Fußballspielen und wechselte 2005 als 15-Jähriger zum 1. FC Köln. Mit der U 19 des 1. FC Köln gewann der gelernte Mittelstürmer zweimal den FVM-Pokal, wurde in der Saison 2007/2008 Meister der West-Staffel in der A-Junioren-Bundesliga und erzielte in der U-19-Bundesliga West zwischen 2007 und 2009 in 52 Einsätzen 19 Tore. In der Oberligamannschaft des 1. FC Köln II debütierte der Angolaner am 17. Spieltag der Saison 2007/08 bei der 0:1-Niederlage beim Wuppertaler SV II. Seit 2009 gehörte Vunguidica zum Kölner Profikader, kam aber zunächst nur weiterhin für die 2. Mannschaft in der Regionalliga West zum Einsatz. Am 12. Spieltag der Saison 2010/11 bestritt er sein einziges Bundesligaspiel. Er wurde im Heimspiel gegen Borussia Mönchengladbach in der 65. Minute für Fabrice Ehret eingewechselt. Im Januar 2011 wurde Vunguidica bis zum Ende der Saison 2010/11 an den Drittligisten Kickers Offenbach ausgeliehen. In Offenbach kam er in fast allen Spielen der Rückrunde zum Einsatz und erzielte zwei Tore. Am 21. Juni 2011 wurde er erneut verliehen, diesmal an den Drittligisten Preußen Münster, wo er bis zum Saisonende spielte. Nach Ende der Leihzeit wechselte Vunguidica zur Saison 2012/13 zum SV Wehen Wiesbaden. Er unterschrieb einen Ein-Jahres-Vertrag bis zum 30. Juni 2013, den er im April 2013 um zwei weitere Jahre verlängerte. Zur Saison 2015/16 wechselte Vunguidica zum SV Sandhausen in die 2. Bundesliga. Zur Saison 2018/19 wechselte Vunguidica in die Regionalliga Südwest zum 1. FC Saarbrücken. In der Saison 2019/20, die aufgrund der COVID-19-Pandemie ab März 2020 nicht mehr fortgeführt werden konnte, wurde der 1. FC Saarbrücken zum Meister und Aufsteiger in die 3. Liga erklärt. Vunguidica hatte in beiden Spielzeiten in 28 Regionalligaspielen 3 Tore erzielt. In der Saison 2020/21 folgten 10 Einsätze (3-mal von Beginn), in denen er ein Tor erzielte. Zur Saison 2021/22 schloss sich Vunguidica in der Regionalliga Bayern der SpVgg Unterhaching an. Anderthalb Jahre später lieh ihn der Südwest-Regionalligist FC Rot-Weiß Koblenz bis zum Saisonende 2022/23 aus. Anfang Januar 2024 schloss er sich dem SV Eintracht Hohkeppel in der Mittelrheinliga an.

### Nationalmannschaft
Am 25. März 2009 bestritt Vunguidica in Olhão bei der 0:1-Niederlage Angolas gegen Kap Verde sein erstes A-Länderspiel. Mit der angolanischen Nationalelf qualifizierte er sich für die Endrunde der Afrikameisterschaft 2012, bei der die Mannschaft jedoch bereits in der Vorrunde scheiterte. Bis zum November 2014 absolvierte er insgesamt 17 Länderspiele.